# Guillermo Tovar de Teresa
Guillermo Tovar de Teresa (Ciudad de México; 23 de agosto de 1956-Ibídem; 10 de noviembre del 2013) fue un historiador y coleccionista de arte (principalmente de pintura, de literatura y de libros antiguos, profundamente conocedor de la obra de los grandes fotógrafos en México), bibliógrafo, filántropo, promotor cultural, bibliófilo, melómano, cinéfilo y erudito autodidacta mexicano. Fue defensor constante del patrimonio histórico-artístico de su país natal, principalmente de su ciudad natal, de la que fue cronista emérito, nombramiento que estuvo originalmente a cargo de la Presidencia y al que renunció para proponer la creación del Consejo de la Crónica de la Ciudad de México. Publicó varios libros acerca del arte novohispano y colaboró, entre otros, para el periódico La Jornada. Destacó por su inteligencia precoz: aprendió a leer mucho antes de ingresar a la escuela, y a los 13 años fue consejero de arte colonial del entonces presidente Gustavo Díaz Ordaz. A los 23 años, publicó su primer libro, Pintura y escultura del Renacimiento en México. Fue miembro del Comité Ejecutivo del Centro Histórico, miembro correspondiente de la Real Academia de Bellas Artes de San Fernando, de Madrid, y miembro honorario de la Sociedad Hispánica de América, esta última con sede en Nueva York. Se le consideró candidato a la dirección del Instituto de Investigaciones Estéticas de la Universidad Nacional Autónoma de México, pero nunca quiso ocupar un cargo público, ni recibir salario alguno. Uno de sus hermanos, Rafael Tovar y de Teresa, fue desde 2012 titular del Consejo Nacional para la Cultura y las Artes y primer secretario de Cultura.[cita requerida] Su casa se convirtió, en diciembre del 2018, en museo, y forma parte del Museo Soumaya.[cita requerida]

«El mestizaje que se produce en México lo entiendo en términos étnicos y culturales porque existen manifestaciones en las cuales podemos advertir la presencia no sólo de lo indígena, sino de lo español, lo musulmán, lo asiático y japonés.»
Guillermo Tovar de Teresa

## Precocidad intelectual: primeros años

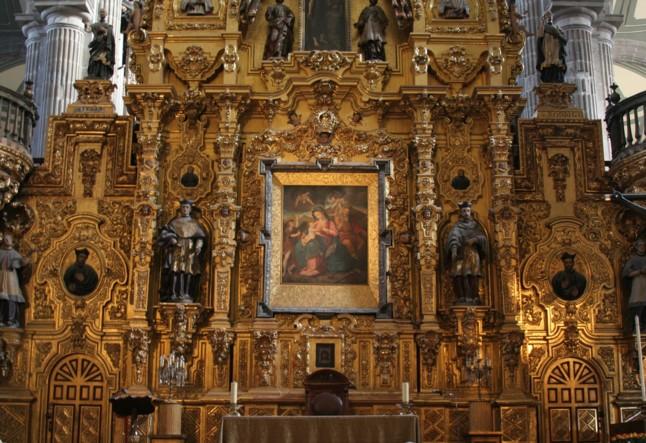
Detalle del Altar del Perdón, en la Catedral Metropolitana de la Ciudad de México. Los eruditos comentarios de Guillermo Tovar de Teresa a sus 11 años con el entonces presidente de la República, Gustavo Díaz Ordaz, acerca del incendio de esa estructura y su crítica a la restauración lo hicieron merecedor del nombramiento oficial de Consejero en Arte Colonial, con un pago de un centenario.

Aprendió a apreciar los libros de historia y de arte desde muy pequeño, gracias a su abuelo, Guillermo de Teresa y Teresa, y a su padre, el doctor Rafael Tovar y Villa Gordoa, sus "figuras tutelares". Contaba, con gracia, que "su abuelo le había enseñado a leer en las páginas del periódico, sentado en la bacinica." Autodidacta por decisión propia ("Decidí formarme por mi cuenta (...) Me aburría"), vivió alejado de las universidades. A los siete años de edad recibió, del entonces presidente Adolfo López Mateos, "una medalla en reconocimiento a su dedicación al estudio de la historia y el arte mexicanos." A los 11 años fue invitado por el historiador Jorge Gurría Lacroix a colaborar en el Instituto Nacional de Antropología e Historia. A los 12 años fue nombrado asesor del presidente Díaz Ordaz en asuntos del arte colonial. A los 14, ya había dado sus primeras conferencias en el Instituto de Investigaciones Estéticas de la UNAM, y muy joven recibió una distinción de la Real Academia de Bellas Artes de San Fernando de Madrid. A los 16 concluyó su investigación formal sobre la historia de Tacubaya, años después publicada como Noticias históricas de la Delegación Miguel Hidalgo.

### Genealogía

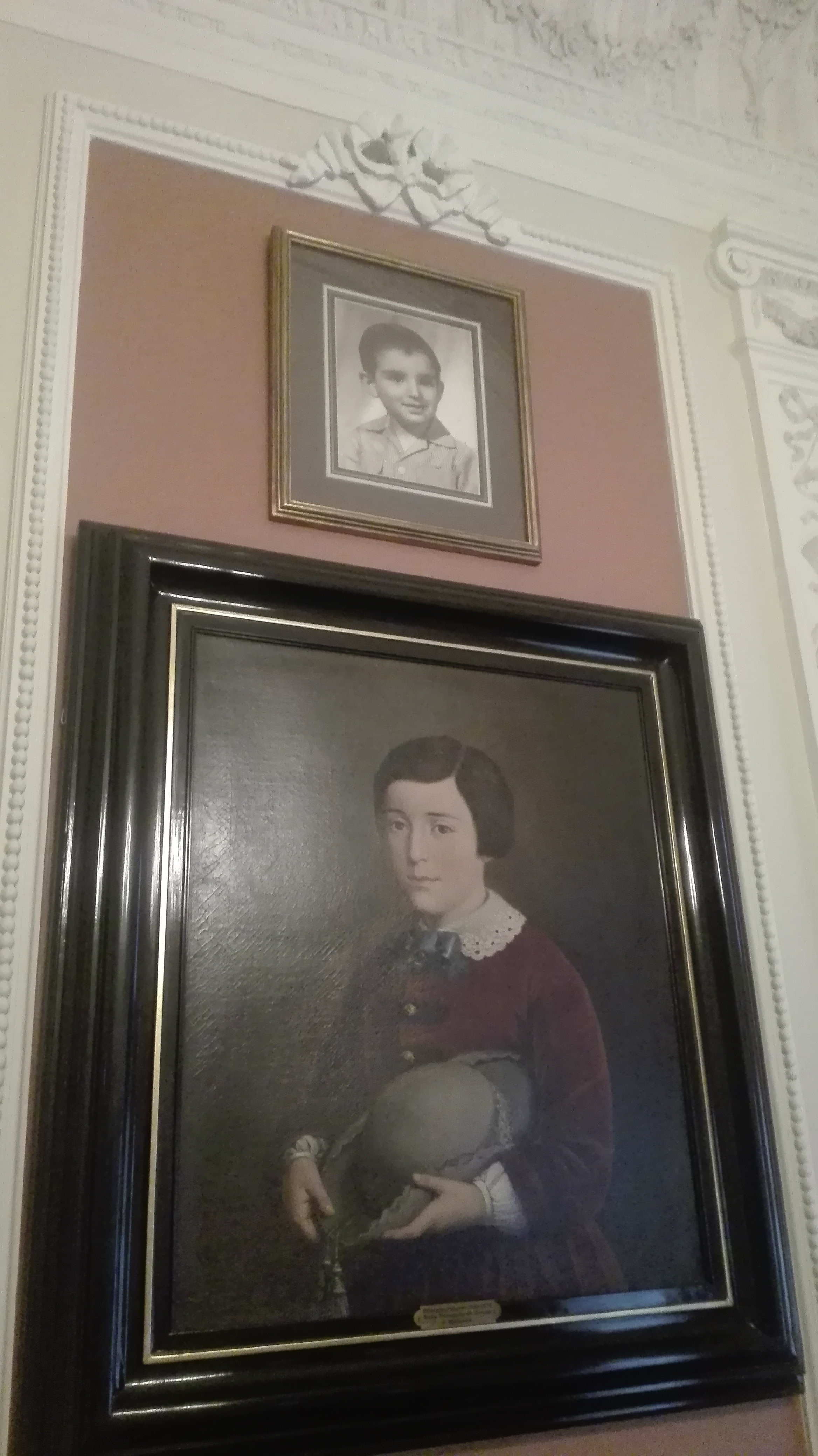
Retrato de Guillermo Tovar de Teresa en su infancia, en el museo Casa Guillermo Tovar de Teresa (Valladolid 52, colonia Roma, Ciudad de México).

Se interesó en investigar todas las ramas de su ascendencia, pasando por algunas de las más grandes y antiguas familias de la Nueva España. En el 2012, presentó una solicitud para suceder en el título de conde de Gustarredondo, el cual litigaba en España argumentando mejor derecho de posesión. A la muerte de Guillermo Tovar, su sobrino, Rafael Tovar y López-Portillo, hijo de Rafael Tovar y de Teresa, ministro de Cultura, y nieto del presidente José López-Portillo, solicitó la subrogación de los derechos de su tío en dicho título, debido a que es el primogénito. Guillermo Tovar fue bisnieto de Margarita López-Portillo y Rojas, a su vez hermana del abogado, diputado, senador, diplomático, canciller, gobernador del estado de Jalisco, novelista, poeta, dramaturgo, periodista y académico de la lengua José López Portillo y Rojas. Guillermo Tovar fue también sobrino materno del escritor José Bernardo Couto y tataranieto materno del escritor José Joaquín Pesado.

«No hay arte sacro (...) donde ha habido una reforma liberal.»
Guillermo Tovar de Teresa

## Temas abordados en sus obras
"(Guillermo Tovar de Teresa) decidió no asistir a la universidad, porque decía que sus maestros serían los grandes nombres de la historiografía mexicana, cuyas primeras ediciones coleccionaba desde los diez años. (...) Sus maestros eran los autores de las obras canónicas de nuestra historia y literatura. Conocía de memoria a (Lucas) Alamán, Fray Servando (Teresa de Mier), Carlos María de Bustamante, (Joaquín) García Icazbalceta, Herrera, Sor Juana (Inés de la Cruz), (Vicente) Riva Palacio y los podía recitar de un golpe."
Rafael Tovar y de Teresa, acerca de su hermano.

Escribió, entre otros, acerca de los siguientes temas:
- arte barroco
- arte de México
- arte virreinal
- arquitectura y carpintería mudéjar en la Nueva España
- Gerónimo de Balbás
- Miguel Cabrera
- Catedral Metropolitana de la Ciudad de México (órganos y retablos)
- Centro Histórico de la Ciudad de México
- Fotógrafosː profundo conocedor de la obra de Julio Michaud, Désiré Charnay y Alfred Briquet
- historia de México
- Luis Lagarto
- monjas novohispanas
- utopías virreinales

## El Consejo de la Crónica de la Ciudad de México
Debidamente constituida ante fedatario e inscrita en el Servicio de Administración Tributaria, esta organización recibió el 14 de agosto del 2007 autorización de la Dirección de Asuntos Jurídicos del Instituto Nacional de Bellas Artes para iniciar sus funciones. Presidida desde 2012 a la fecha por Román Sánchez Fernández, han sido algunos de sus miembros, además del propio Guillermo Tovar, los siguientes:
- Luz Emilia Aguilar Zínser
- Guadalupe Appendini
- Guillermo Arriaga Jordán
- Alejandro Aura
- Rafael Barajas
- Fernando Benítez
- Laura Bosques
- Baltazar Brito Guadarrama
- Claudia Canales
- Emmanuel Carballo
- Enrique Castillo Pesado
- Adolfo Castañón
- Enrique Cervantes
- Fernando Césarman
- José Luis Cuevas
- José de la Colina
- Ernesto de la Peña
- Nicolás Echavarría
- Manuel Esperón
- Luis Everaert
- Alonso García Chávez
- Gustavo García Gutiérrez
- Héctor García Cobo
- Javier Garciadiego
- Cristina Gómez Álvarez
- Miguel González Avelar
- Ignacio González Polo
- Enrique González Rojo Arthur
- Andrés Henestrosa
- David Huerta
- Hugo Hiriart
- Graciela Iturbide
- José Iturriaga Sauco
- Armando Jiménez
- Patrick Johansson Keraudren
- Manuel Larrosa
- Vicente Leñero
- Miguel León Portilla
- Andrés Lira González
- Alfredo López Austin
- José Luis Martínez
- Patricia Massé
- Eduardo Matos Moctezuma
- Jaime Ortiz Lajous
- Carlos Martínez Rentería
- Carlos Monsiváis
- Silvia Navarrete
- José Emilio Pacheco
- José Pascual Buxó
- Octavio Paz
- Vicente Quirarte
- Alicia Reyes
- Guadalupe Rivera Marín
- Paco Ignacio Taibo I
- Rufino Tamayo
- Francisco Toledo
- Gabriel Vargas
- Carlos Viesca
- Ramón Xirau
- Jacobo Zabludovsky
- Silvio Zavala

### Publicaciones del Consejo de la Crónica
La editorial Trama, de Madrid, es formalmente la editorial del Consejo de la Crónica de la Ciudad de México. Algunas de sus publicaciones son las siguientes:
- En 2007, publicó, conjuntamente con la Secretaría de Educación del Distrito Federal, el libro Ciudad de México: Crónica de sus delegaciones. Incluye una presentación de Guillermo Tovar de Teresa y, al final, el artículo "De cómo se adquiere la ciudadanía (nota sobre movimientos sociales en la Ciudad de México)", de Carlos Monsiváis, uno de los miembros del consejo, al alimón con Jesús Ramírez Cuevas. El colofón es de Salvador Flores, "Voy en el Metro".
- En 2009, publicó Censura y revolución: Libros prohibidos por la Inquisición de México: 1790-1819, de la autoría de Guillermo Tovar de Teresa y de la doctora en historia y especialista en el México decimonónico Cristina Gómez Álvarez. Se trata de una edición de la colección Barlovento.

## Coleccionismo y otros intereses

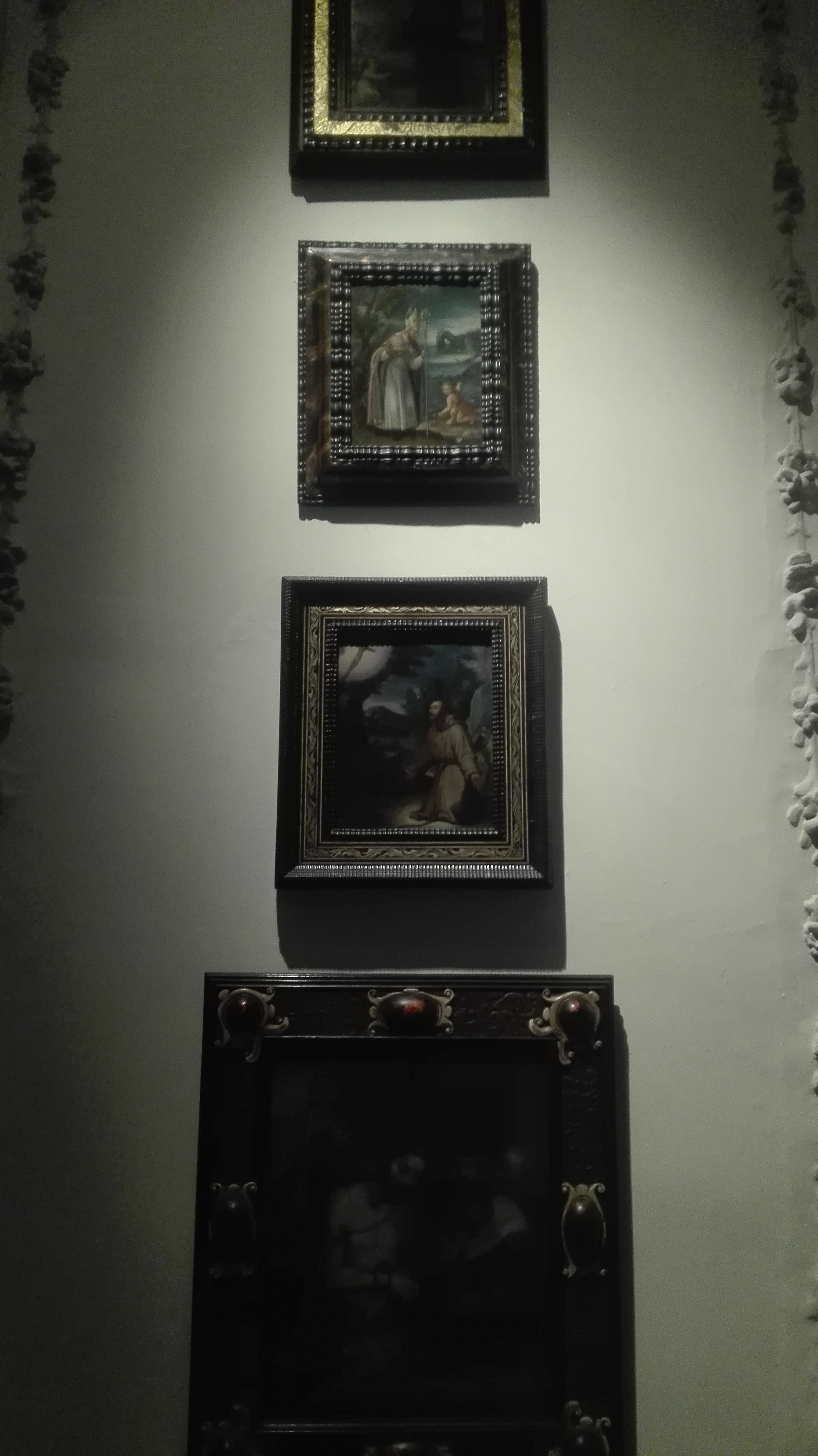
Obras de arte en el museo Casa Guillermo Tovar de Teresa (Valladolid 52, colonia Roma, alcaldía Cuauhtémoc, Ciudad de México).

- Tenía, dentro de su amplísima colección de libros, "primeras ediciones de (obras de) Sor Juana Inés de la Cruz", y también "el libro fundador de la Ciudad de México", un incunable: el tratado de arquitectura de Leon Battista Alberti (la edición de 1512, de París), con anotaciones del propio Virrey Antonio de Mendoza y Pacheco.[21][3]
- Trabajó como asesor, antes de 1983, de Juan José Bremer en la Subsecretaría de Cultura, después de haber trabajado también con Pedro Ramírez Vázquez.[11]
- Encabezó, al lado de la restauradora Lucía Ruanova Abedrop, el grupo ciudadano "El Caballito, Conservación", que defendió, por los daños que sufrió durante su restauración, la estatua ecuestre El caballito, de Manuel Tolsá.[22][23]
- Abrió en Facebook un grupo del que hizo un espacio propositivo donde difundía continuamente sus intereses musicales, artísticos, históricos.[23]
- Fue asesor, desde sus inicios, del proyecto para la fundación de Casa Lamm.[14]
- Dio una conferencia magistral con motivo del LXXXV aniversario de la fundación de la Biblioteca Miguel Lerdo de Tejada.[24]
- Participó, después de su fallecimiento, a través de una plática videograbada, en el evento en que se dio a conocer la inauguración de la editorial de Casa Lamm, institución a cuya promoción había contribuido veinte años atrás.[25]

«Los mexicanos (...) tenemos la mala costumbre de autodevorarnos, de autodestruirnos a partir de la conquista.»
Guillermo Tovar de Teresa

### Donaciones y el Fondo Guillermo Tovar de Teresa
Guillermo Tovar de Teresa donó, al Templo de San Felipe Neri, más conocido como La Profesa, varios cuadros "que habían sido saqueados durante las Guerras de Reforma." También, entregó a la Biblioteca Nacional de Antropología e Historia muchos documentos históricos, incunables, publicaciones periódicas, daguerrotipos, ambrotipos, ex libris y manuscritos del siglo XVI.
Las donaciones del Fondo Guillermo Tovar de Teresa han permitido reunir las imágenes del editor Julio Michaud, enriquecer el registro arquitectónico de la Ciudad de México y acrecentar la documentación acerca de diversos países durante el siglo XIX. El álbum de residencias ofrece información de la arquitectura civil de fines del Porfiriato y complementa la serie de imágenes de las fiestas del Centenario de la Independencia:
- Tres álbumes donados a la Fototeca Nacional: Le Guatemala, Canal de Panamá et d'Antilles y Personajes y residencias en las Fiestas del Centenario 1910 (febrero de 2002).
- Importantes donaciones documentales, muchas de ellas en vida, a instituciones como el Archivo General de la Nación y la Biblioteca Nacional de Antropología e Historia.[27]
- Una colección de 243 imágenes (en su mayoría de la Ciudad de México en el siglo XIX, muchas de ellas en formato estereoscópico), algunas publicadas por el fotógrafo y editor Julio Michaud (diciembre de 2002).[28]
- Cuatro imágenes de cámara y 92 piezas: entre ellas, algunas imágenes tomadas por Henry Greenwood Peabody para el libro Spanish Colonial Architecture in Mexico, un registro documental de arte novohispano de Silvester Baxter; también, imágenes sobre arquitectura y monumentos mexicanos y vistas de una hacienda y algunos retratos.

El Fondo Guillermo Tovar de Teresa contiene 617 positivas cuyas fechas van de mediados del siglo XIX hasta las dos primeras décadas del siglo XX.

## Cronología
| Fecha              | Cronología |
| ------------------ | --- |
| 1956               | Nace en la Ciudad de México el 23 de agosto. Su padre, el doctor Rafael Tovar y Villa Gordoa, y su abuelo, Guillermo de Teresa y Teresa, fueron los pilares en su educación, en su amor por la lectura y la historia. Su tío, el germanófilo Ignacio de Teresa y Teresa, que vivió en Europa central durante el periodo de entreguerras, lo adentró en la fascinación por Marcel Schwob, Gustave Flaubert, Robert Musil, Hermann Broch, Joseph Roth y Walter Benjamin. Su abuela materna, Josefina Wiechers, era nieta de la señora Wedeking, hermana del dramaturgo expresionista Frank Wedekind, autor de El espíritu de la tierra y de La caja de Pandora. |
| 1963               | Recibe, del presidente Adolfo López Mateos, una medalla en reconocimiento "a su dedicación al estudio de la historia y el arte mexicanos". |
| 1967               | Invitación del historiador Jorge Gurría Lacroix a colaborar en el Instituto Nacional de Antropología e Historia. |
| 1968               | Es nombrado asesor del presidente Gustavo Díaz Ordaz en asuntos relacionados con el arte colonial. |
| 1972               | Termina su primera investigación formal sobre la historia de Tacubaya, años después publicada en forma de libro: Noticias históricas de la Delegación Miguel Hidalgo. |
| 1982-3             | Colabora con Juan José Bremer, en la Secretaría de Cultura, y con Pedro Ramírez Vázquez. |
| 1985               | El presidente Miguel de la Madrid Hurtado lo nombra cronista de la Ciudad de México; como secretario de la misma, fue nombrado Héctor Vasconcelos. Guillermo Tovar de Teresa propone la creación, al lado de un grupo de notables, del Consejo de la Crónica de la Ciudad de México. |
| 1985               | Becario de la John Simon Guggenheim Memorial Foundation de Nueva York, para realizar sus estudios de arte novohispano. |
| 18 feb 1987        | Decreto presidencial por el que se crea el Consejo de la Crónica de la Ciudad de México |
| 18 abr 1990        | Se crea la Asociación de Cronistas del Distrito Federal y Zonas Conurbadas, A.C., centrada en las delegaciones y en la microhistoria de la ciudad. |
| 1993               | Recibe la Medalla del Mérito Ciudadano de la Asamblea de Representantes del Distrito Federal. |
| Finales 2000       | Evitó que se colocara un altar moderno y que se modificara el espacio del presbiterio en la Catedral Metropolitana de la Ciudad de México. |
| 2002               | Insistió para que se restaurara la Ex Iglesia de Corpus Christi (enfrente de la Alameda Central), lo que se llevó a cabo a través del Fideicomiso del Centro Histórico y durante el periodo de Andrés Manuel López Obrador al frente del Gobierno del Distrito Federal. |
| 5 de enero de 2003 | Recibe, por carta de cesión de su hermano Rafael, el primogénito, los derechos de sucesión al título nobiliario como noveno conde de Gustarredondo. |
| mayo de 2005       | Es invitado por el empresario Alejandro Burillo Azcárraga a formar parte del Patronato de la Biblioteca Vasconcelos, instalado el 11 de abril de ese año. |
| 19 feb 2007        | El Consejo de la Crónica de la Ciudad de México se separa del Gobierno del Distrito Federal y se constituye en asociación civil ante notario público, bajo la presidencia de Guillermo Tovar de Teresa. Cuenta con 99 cronistas consejeros y con delegaciones de la crónica en cada una de las 16 delegaciones. |
| 2010               | Renuncia al cargo como director del CCCM. |
| 2013               | Encabeza el grupo ciudadano que defendió la estatua ecuestre El Caballito, de Manuel Tolsá. |
| noviembre de 2013  | La causa de su fallecimiento fue una hemorragia interna en el bazo, debido a una caída leve a la que no se le dio importancia. |
| 11 nov 2013        | Sus restos son depositados, en la tarde, en una capilla familiar (la capilla Provence) del Panteón Francés de San Joaquín, al lado de los de su padre y los de su abuelo. |
| 20 nov 2013        | Sus hermanos Isabel, Lorenza, Gabriela, Josefina, Rafael y Fernando anuncian la misa en su memoria (Iglesia de la Profesa, en el Centro Histórico de la Ciudad de México). |
| 6 ago 2014         | Se lleva a cabo el evento "Utopía de un cronista: homenaje a Guillermo Tovar de Teresa", en el Museo de la Ciudad de México, en el que se inaugura la librería número 24 del Fondo de Cultura Económica (sita sobre la avenida José María Pino Suárez, que a partir de entonces lleva el nombre "Guillermo Tovar de Teresa", en su memoria. |
| 23 oct 2014        | Se inaugura, en la Celda del Portero del Museo de El Carmen, la exhibición de una ofrenda en un "altar de muertos dedicado a Guillermo Tovar de Teresa", evento al que asisten sus familiares y muchos de sus amigos. |

## Otros reconocimientos
- Medalla al Mérito Ciudadano, otorgada por la Asamblea de Representantes del Distrito Federal.[cita requerida]
- Cruz de Comendador de la Real Orden de los Santos Mauricio y Lázaro, de la Real Casa de Saboya (2007).[cita requerida]

### Post mortem

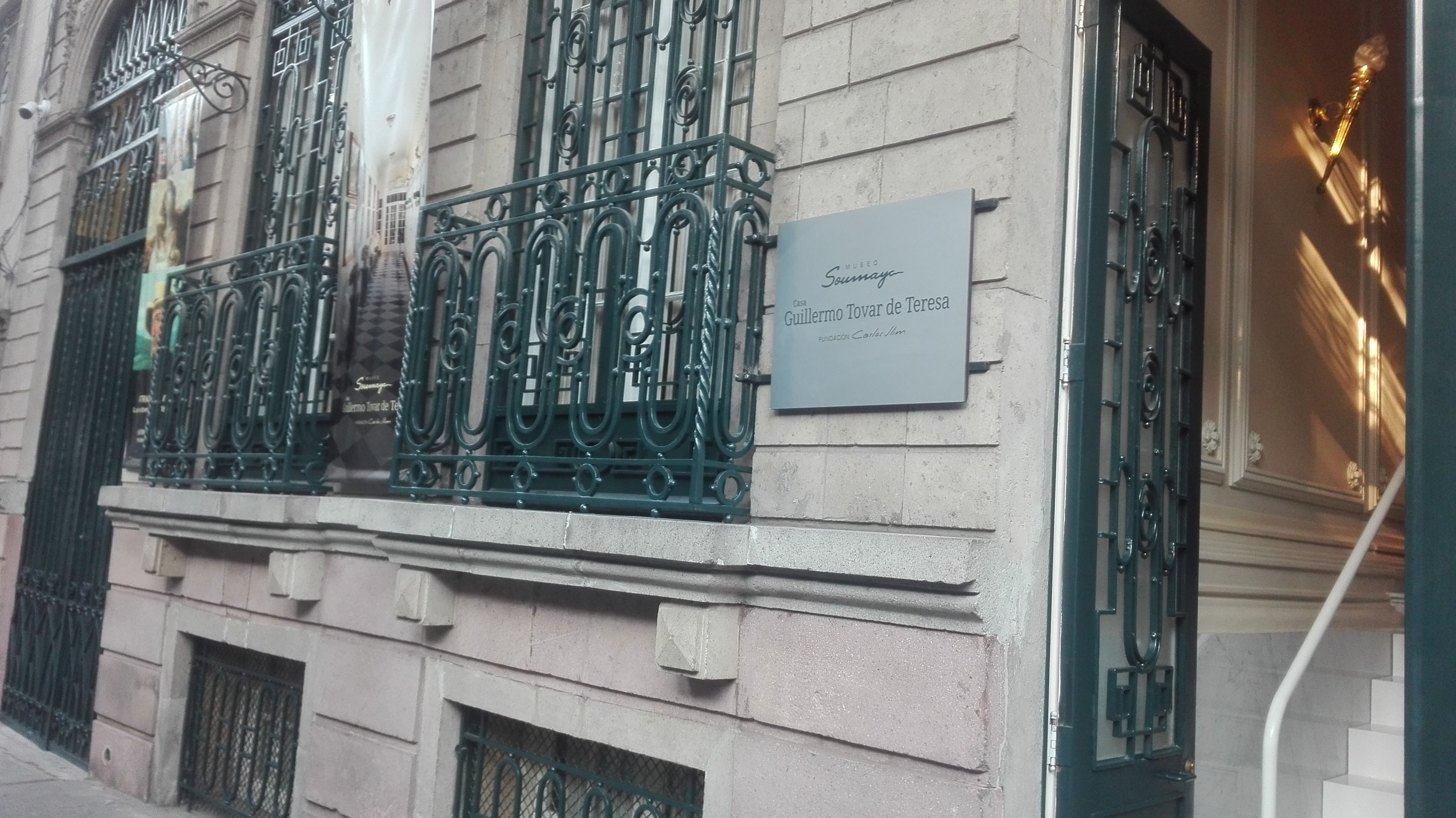
Fachada del museo Casa Guillermo Tovar de Teresa (Valladolid 52, colonia Roma, alcaldía Cuauhtémoc, Ciudad de México).

- Homenaje en el Auditorio "Jaime Torres Bodet", del Museo Nacional de Antropología, realizado por el gobierno de la República el jueves 13 de febrero del 2014, y encabezado por Emilio Chuayffet Chemor, secretario de Educación Pública.[21]
- Sus hermanos decidieron instituir el Premio Guillermo Tovar de Teresa, con el cual se reconocerá, cada dos años, la trayectoria de un mexicano cuya labor busque preservar el patrimonio de México.[21]
- El 6 de agosto del 2014 se llevó a cabo un homenaje en su memoria en el Museo de la Ciudad de México. El evento, que incluyó la inauguración de la librería número 24 del Fondo de Cultura Económica, la cual llevará su nombre en su memoria, se llevó a cabo en el Museo de la Ciudad de México, y fue organizado por la Secretaría de Cultura del Gobierno del Distrito Federal. Asistieron, entre otros: el presidente del Consejo Nacional para la Cultura y las Artes, Rafael Tovar y de Teresa, el director del Fondo de Cultura Económica, José Carreño Carlón, el escritor Homero Aridjis.[40]
- El jueves, 20 de diciembre del 2018, se anunció que la que fue domicilio de Guillermo Tovar de Teresa sería la Casa Guillermo Tovar de Teresa (Valladolid 52, colonia Roma Norte), un recinto cultural del Museo Soumaya, auspiciado por la Fundación Slim.[41][42]

### De su autoría
Publicó (algunos en coautoría, pero la mayoría de manera individual) un total de 39 obras en 44 volúmenes, entre ellas:
- Pintura y escultura del Renacimiento en México (1979)[11]
- Noticias históricas de la Delegación Miguel Hidalgo[14]
- México barroco (1981)
- Apuntes y fotografías de México a mediados del siglo XIX - Álbum fotográfico mexicano - 1858- fotografías de Désiré Charnay publicadas por Julio Michaud editorial Celanese mexicana 1981
- Renacimiento en México: artistas y retablos (1982)
- La ciudad de México y la utopía en el siglo XVI (1987)
- El arte de los Lagarto, iluminadores novohispanos de los siglos XVI y XVII (1988)
- Bibliografía novohispana de arte (dos volúmenes, 1988)
- Miguel Cabrera, pintor de cámara de la reina celestial (1985)[6]
- Gerónimo de Balbás en la Catedral de México (1990)
- Los escultores mestizos del Barroco novohispano (1991)[11]
- Pintura y escultura en Nueva España (1557-1640) (cuatro volúmenes, 1992)
- La ciudad de los palacios (editorial Vuelta, 1990; prólogo de Enrique Krauze[11][43]
- Arte novohispano (tres volúmenes, 1992; volumen tres: "Arquitectura mexicana de los siglos XVII y XVIII"; colaboración de Joaquín Bérchez y René Taylor)
- La utopía novohispana del siglo XVI: lo bello, lo verdadero y lo bueno (1992, en colaboración con Miguel León Portilla y Silvio Zavala)[19]
- Repertorio de artistas en México: artes plásticas y decorativas (tres volúmenes, 1995)
- Cartas a Mariano Otero: 1829-1845 (1996)
- Tovar de Teresa, G.; Breña Valle, G.; García Correa, F., y Guzmán Urbiola, X., Repertorio de artistas en México: artes plásticas y decorativas (tres volúmenes, 1997)
- Catálogo de la colección de ex libris de Guillermo Tovar de Teresa (2002)
- La ciudad de los palacios: crónica de un patrimonio perdido[19]
- La ciudad: un palimpsesto (2004)
- El Pegaso o el mundo barroco novohispano en el siglo XVII (1993, reedición 2006)[19]
- Crónica de una familia entre dos mundos: los Ribadeneira en México y España (2009)[19]
- Diccionario de artistas del siglo XX (la nueva edición, que incluiría a artistas nacidos antes de 1955, estaba siendo elaborada)[9]

### Ediciones del Consejo de la Crónica de la Ciudad de México
- Coedición Consejo de la Crónica de la Ciudad de México-Consejo Nacional para la Cultura y las Artes-Instituto Nacional de Bellas Artes-Conservatorio Nacional de Música del facsímil de Recuerdos de México, partituras para piano de Luis Hahn con las litografías originales de las carátulas de las piezas. Incluye un disco compacto con la interpretación de las piezas (grabación en la Sala Nezahualcóyotl) a cargo de Silvia Navarrete. Texto introductorio "Las litografías de (M. C.) Rivera en las partituras de Luis Hahn", de Guillermo Tovar y de Teresa. Proemio de María Teresa Franco. Texto "Recuerdos de 'un apreciable pianista', o la Ciudad de México vista desde el piano", de Ricardo Miranda. México. 2008. ISBN 9786077622130

### Otras colaboraciones
- Prólogo del libro Luis G. Jordá. Un músico catalán en el México porfiriano, de Cristian Canton Ferrer (2011)
- Texto en el volumen de fotografías México 1910-1921: un imaginario de la Revolución Mexicana. Proceso. 2010.[44]
- Prólogo del libro: Kahlo, G., y Greenwood Peabody, H. (2009). Dos miradas a la arquitectura monumental de México. México: Grupo Salinas.
- "La portada principal de la primitiva Catedral de México". En Silva de estudios en homenaje a Mariano Fernández Daza, IX marqués de la Encomienda. Modesto Miguel Rangel Mayoral, coord. ed., Centro Universitario Santa Ana de Almendralejo, 2009.
- Presentación de Manual de la gente bien, de Guadalupe Loaeza (1995).
- Recopilación de Bordados y bordadores, de Virginia Armella de Aspe (1992).

### Acerca de Guillermo Tovar de Teresa
- Guzmán Urbiola, Xavier (2013). Guillermo Tovar de Teresa: bosquejo biobibliográfico. México: DGE/Equilibrista.[45]

### Inéditas
- Historia de México[3]

### Personajes
- Francisco Cervantes de Salazar (cronista del siglo XVI)
- Ángeles González Gamio
- Luis González Obregón (cronista de la Ciudad de México hasta 1937)
- Miguel León-Portilla (cronista de la Ciudad de México en 1974 y 1975)
- José Luis Martínez (cronista de la Ciudad de México de 1975 a 1985)
- Luis Maldonado Venegas (cronista de la Ciudad de México nombrado en 2018)
- Franz Mayer Traumann (coleccionista alemán-mexicano)
- Carlos Monsiváis (cronista de la Ciudad de México)
- Salvador Novo (cronista de la Ciudad de México hasta 1974)
- Salvador Padilla
- Artemio de Valle Arizpe